# Augusto Perfetti
Augusto Perfetti (Lainate, 5 gennaio 1951) è un imprenditore italiano, presidente della Perfetti Van Melle. Nel 2024 il suo patrimonio è stato, secondo Forbes, di 3 miliardi di dollari.

## Biografia
Figlio di Ambrogio e nipote di Egidio, fondatori della Perfetti, ne diventa proprietario insieme al fratello Giorgio in seguito alla loro scomparsa.
Da sempre riservato e schivo ai media, risiede a Lugano, in Ticino, in Svizzera.
Nel settembre 2013, presso il porto turistico dell'isola delle Baleari, gli è stato sequestrato il superyacht Air del valore di 100 milioni di euro per presunta evasione fiscale ai danni del fisco spagnolo.